# Кудрявщинский сельсовет
Кудрявщинский сельсовет — сельское поселение в Данковском районе Липецкой области Российской Федерации.
Административный центр — село Кудрявщино.

## История
Статус и границы сельского поселения установлены Законом Липецкой области от 23 сентября 2004 года № 126-ОЗ «Об установлении границ муниципальных образований Липецкой области»

## Население
| 2010 | 2012 | 2013 | 2014 | 2015 | 2016 | 2017 |
| ---- | ---- | ---- | ---- | ---- | ---- | ---- |
| 713  | ↘700 | ↘677 | ↘663 | ↘636 | ↘633 | ↘628 |
| 2018 | 2021 |      |      |      |      |      |
| ↘618 | ↘573 |      |      |      |      |      |

## Состав сельского поселения
| № | Населённый пункт | Тип населённого пункта       | Население |
| - | ---------------- | ---------------------------- | --------- |
| 1 | Бибиково         | деревня                      | 12        |
| 2 | Гугуевка         | деревня                      | 106       |
| 3 | Еропкино         | село                         | ↘165      |
| 4 | Кудрявщино       | село, административный центр | ↘404      |
| 5 | Лобачи           | деревня                      | 14        |
| 6 | Раевщино         | деревня                      | 6         |
| 7 | Скачиловка       | деревня                      | 6         |